# Neboissoperla alpina
Neboissoperla alpina är en bäcksländeart som beskrevs av Mclellan 1971. Neboissoperla alpina ingår i släktet Neboissoperla och familjen Gripopterygidae. Inga underarter finns listade i Catalogue of Life.